# Libagon
Libagon est une municipalité des Philippines située dans la province de Leyte du Sud. Elle a été fondée en 1913 par séparation de la municipalité de Sogod.

## Subdivisions
La municipalité de Libagon compte 14 barangays (districts) :
- Biasong
- Bogasong
- Cawayan
- Gakat
- Jubas (Pob.)
- Magkasag
- Mayuga
- Nahaong
- Nahulid
- Otikon
- Pangi
- Punta
- Talisay (Pob.)
- Tigbao